# Delosperma wethamae
Delosperma wethamae är en isörtsväxtart som beskrevs av L. Bol.. Delosperma wethamae ingår i släktet Delosperma, och familjen isörtsväxter. Inga underarter finns listade i Catalogue of Life.